# Torna a 2024. évi nyári olimpiai játékokon
A 2024. évi nyári olimpiai játékokon a tornában tizennyolc versenyszámot rendeztek meg a szertorna (14), a ritmikus gimnasztika (2) és a trambulin (2) szakágakban. A versenyszámokat július 27. és augusztus 10. között tartották.

## Összesített éremtáblázat
(A táblázatokban a rendező nemzet sportolói eltérő háttérszínnel, az egyes számoszlopok legmagasabb értéke vagy értékei vastagítással kiemelve.)
| A 2024. évi nyári olimpiai játékok éremtáblázata tornában | A 2024. évi nyári olimpiai játékok éremtáblázata tornában | A 2024. évi nyári olimpiai játékok éremtáblázata tornában | A 2024. évi nyári olimpiai játékok éremtáblázata tornában | A 2024. évi nyári olimpiai játékok éremtáblázata tornában | Olimpia  |
| --------------------------------------------------------- | --------------------------------------------------------- | --------------------------------------------------------- | --------------------------------------------------------- | --------------------------------------------------------- | -------- |
|                                                           | Ország                                                    | Arany                                                     | Ezüst                                                     | Bronz                                                     | Összesen |
| 1.                                                        | Kína (CHN)                                                | 3                                                         | 6                                                         | 3                                                         | 12       |
| 2.                                                        | Egyesült Államok (USA)                                    | 3                                                         | 1                                                         | 5                                                         | 9        |
| 3.                                                        | Japán (JPN)                                               | 3                                                         | 0                                                         | 1                                                         | 4        |
| 4.                                                        | Fülöp-szigetek (PHI)                                      | 2                                                         | 0                                                         | 0                                                         | 2        |
| 5.                                                        | Brazília (BRA)                                            | 1                                                         | 2                                                         | 1                                                         | 4        |
| 6.                                                        | Olaszország (ITA)                                         | 1                                                         | 1                                                         | 3                                                         | 5        |
|                                                           | Független résztvevők (AIN)                                | 1                                                         | 1                                                         | 0                                                         | 2        |
| 7.                                                        | Nagy-Britannia (GBR)                                      | 1                                                         | 0                                                         | 2                                                         | 3        |
| 8.                                                        | Algéria (ALG)                                             | 1                                                         | 0                                                         | 0                                                         | 1        |
| 8.                                                        | Írország (IRL)                                            | 1                                                         | 0                                                         | 0                                                         | 1        |
| 8.                                                        | Németország (GER)                                         | 1                                                         | 0                                                         | 0                                                         | 1        |
|                                                           |                                                           |                                                           |                                                           |                                                           |          |
| 11.                                                       | Izrael (ISR)                                              | 0                                                         | 2                                                         | 0                                                         | 2        |
| 12.                                                       | Bulgária (BUL)                                            | 0                                                         | 1                                                         | 0                                                         | 1        |
| 12.                                                       | Kazahsztán (KAZ)                                          | 0                                                         | 1                                                         | 0                                                         | 1        |
| 12.                                                       | Kolumbia (COL)                                            | 0                                                         | 1                                                         | 0                                                         | 1        |
| 12.                                                       | Örményország (ARM)                                        | 0                                                         | 1                                                         | 0                                                         | 1        |
| 12.                                                       | Ukrajna (UKR)                                             | 0                                                         | 1                                                         | 0                                                         | 1        |
|                                                           |                                                           |                                                           |                                                           |                                                           |          |
| 17.                                                       | Görögország (GRE)                                         | 0                                                         | 0                                                         | 1                                                         | 1        |
| 17.                                                       | Kanada (CAN)                                              | 0                                                         | 0                                                         | 1                                                         | 1        |
| 17.                                                       | Románia (ROM)                                             | 0                                                         | 0                                                         | 1                                                         | 1        |
| 17.                                                       | Tajvan (TPE)                                              | 0                                                         | 0                                                         | 1                                                         | 1        |
|                                                           |                                                           |                                                           |                                                           |                                                           |          |
| Összesen                                                  | Összesen                                                  | 18                                                        | 18                                                        | 19                                                        | 55       |

## Férfi

### Érmesek
| A 2024. évi nyári olimpiai játékok érmesei férfi tornában |                                                                                                 |         | |         | |         |
| Versenyszám                                               | Arany                                                                                           | Arany   | Ezüst | Ezüst   | Bronz                                                                                              | Bronz   |
| Gyűrű                                                     | Liu Jang (Liu Yang) · Kína (CHN)                                                                | 15,300  | Cou Csing-jüan (Zou Jingyuan) · Kína (CHN) | 15,233  | Elefthériosz Petrúniasz · Görögország (GRE)                                                        | 15,100  |
| Korlát                                                    | Cou Csing-jüan (Zou Jingyuan) · Kína (CHN)                                                      | 16,200  | Illja Kovtun · Ukrajna (UKR) | 15,500  | Oka Sinnoszuke · Japán (JPN)                                                                       | 15,300  |
| Lólengés                                                  | Rhys McClenaghan · Írország (IRL)                                                               | 15,533  | Nariman Kurbanov · Kazahsztán (KAZ) | 15,433  | Stephen Nedoroscik · Egyesült Államok (USA)                                                        | 15,300  |
| Nyújtó                                                    | Oka Sinnoszuke · Japán (JPN)                                                                    | 14,533  | Ángel Barajas · Kolumbia (COL) | 14,533  | Csang Po-heng (Zhang Boheng) · Kína (CHN)                                                          | 13,966  |
| Nyújtó                                                    | Oka Sinnoszuke · Japán (JPN)                                                                    | 14,533  | Ángel Barajas · Kolumbia (COL) | 14,533  | Tang Csia-hung (Tang Chia-hung) · Tajvan (TPE)                                                     | 13,966  |
| Talaj                                                     | Carlos Yulo · Fülöp-szigetek (PHI)                                                              | 15,000  | Artem Dolgopyat · Izrael (ISR) | 14,966  | Jake Jarman · Nagy-Britannia (GBR)                                                                 | 14,933  |
| Ugrás                                                     | Carlos Yulo · Fülöp-szigetek (PHI)                                                              | 15,116  | Artur Davtyan · Örményország (ARM) | 14,966  | Harry Hepworth · Nagy-Britannia (GBR)                                                              | 14,949  |
| Egyéni összetett                                          | Oka Sinnoszuke · Japán (JPN)                                                                    | 86,832  | Csang Po-heng (Zhang Boheng) · Kína (CHN) | 86,599  | Hsziao Zso-teng (Xiao Ruoteng) · Kína (CHN)                                                        | 86,364  |
| Csapat összetett                                          | Japán (JPN) · Hasimoto Daiki · Kaja Kazuma · Oka Sinnoszuke · Szugino Takaaki · Tanigava Vataru | 259,594 | Kína (CHN) · Liu Jang (Liu Yang) · Szu Vej-tö (Su Weide) · Hsziao Zso-teng (Xiao Ruoteng) · Csang Po-heng (Zhang Boheng) · Cou Csing-jüan (Zou Jingyuan) | 259,062 | Egyesült Államok (USA) · Asher Hong · Paul Juda · Brody Malone · Stephen Nedoroscik · Fred Richard | 257,793 |

## Női

### Érmesek
| A 2024. évi nyári olimpiai játékok érmesei női tornában |                                                                                                |         | |         |                                                                                                   |         |
| Versenyszám                                             | Arany                                                                                          | Arany   | Ezüst                                                                                               | Ezüst   | Bronz                                                                                             | Bronz   |
| Gerenda                                                 | Alice D'Amato · Olaszország (ITA)                                                              | 14,366  | Csou Ja-csin (Zhou Yaqin) · Kína (CHN)                                                              | 14,100  | Manila Esposito · Olaszország (ITA)                                                               | 14,000  |
| Felemás korlát                                          | Kaylia Nemour · Algéria (ALG)                                                                  | 15,700  | Csiu Csi-jüan (Qiu Qiyuan) · Kína (CHN)                                                             | 15,500  | Sunisa Lee · Egyesült Államok (USA)                                                               | 14,800  |
| Ugrás                                                   | Simone Biles · Egyesült Államok (USA)                                                          | 15,300  | Rebeca Andrade · Brazília (BRA)                                                                     | 14,966  | Jade Carey · Egyesült Államok (USA)                                                               | 14,466  |
| Talaj                                                   | Rebeca Andrade · Brazília (BRA)                                                                | 14,166  | Simone Biles · Egyesült Államok (USA)                                                               | 14,133  | Ana Bărbosu · Románia (ROM)                                                                       | 13,700  |
| Egyéni összetett                                        | Simone Biles · Egyesült Államok (USA)                                                          | 59,131  | Rebeca Andrade · Brazília (BRA)                                                                     | 57,932  | Sunisa Lee · Egyesült Államok (USA)                                                               | 56,465  |
| Csapat összetett                                        | Egyesült Államok (USA) · Simone Biles · Jade Carey · Jordan Chiles · Sunisa Lee · Hezly Rivera | 171,296 | Olaszország (ITA) · Angela Andreoli · Alice D'Amato · Manila Esposito · Elisa Iorio · Giorgia Villa | 165,494 | Brazília (BRA) · Rebeca Andrade · Jade Barbosa · Lorrane Oliveira · Flávia Saraiva · Júlia Soares | 164,497 |

## Ritmikus gimnasztika
| A 2024. évi nyári olimpiai játékok érmesei ritmikus gimnasztikában | |                                                                                              | |
| Versenyszám                                                        | Arany | Ezüst                                                                                        | Bronz |
| Egyéni                                                             | Darja Varfolomeev · Németország (GER) | Borjana Kalejn · Bulgária (BUL)                                                              | Sofia Raffaeli · Olaszország (ITA)                                                                          |
| Csapat                                                             | Kína (CHN) · Kuo csi-csi (Guo Qiqi) · Hao Ting · Huang Csang-csia-jang (Huang Zhangjiayang) · Vang Lan-csing (Wang Lanjing) · Ting Hszin-ji (Ding Xinyi) | Izrael (ISR) · Ofir Shaham · Diana Svertsov · Adar Friedmann · Romi Paritzki · Shani Bakanov | Olaszország (ITA) · Alessia Maurelli · Martina Centofanti · Agnese Duranti · Daniela Mogurean · Laura Paris |

## Trambulin
| A 2024. évi nyári olimpiai játékok érmesei trambulinban |                                               |        |                                                       |        |                                       |        |
| Versenyszám                                             | Arany                                         | Arany  | Ezüst                                                 | Ezüst  | Bronz                                 | Bronz  |
| Férfi                                                   | Ivan Litvinovics · Független résztvevők (AIN) | 63,090 | Vang Ce-szaj (Wang Zisai) · Kína (CHN)                | 61,890 | Jen Lang-jü (Yan Langyu) · Kína (CHN) | 60,950 |
| Női                                                     | Bryony Page · Nagy-Britannia (GBR)            | 56,480 | Vijaleta Bardzilovszkaja · Független résztvevők (AIN) | 56,060 | Sophiane Méthot · Kanada (CAN)        | 55,650 |